# Zurich (Montana)
Zurich é uma comunidade não incorporada no condado de Blaine, no estado de Montana, nos Estados Unidos. Fica localizada ao longo da Hi-Line, entre  Harlem e Chinook, tem uma estação de correios com o código zip de 59547.

## Clima
De acordo com a Classificação climática de Köppen-Geiger, Zurich tem um clima semiárido, abreviado "BSk" em mapas climáticos.